# Perilissus dissimilitor
Perilissus dissimilitor är en stekelart som beskrevs av Aubert 1987. Perilissus dissimilitor ingår i släktet Perilissus och familjen brokparasitsteklar. Inga underarter finns listade i Catalogue of Life.